# Brachylinga sericeifrons
Brachylinga sericeifrons är en tvåvingeart som först beskrevs av Krober 1928.  Brachylinga sericeifrons ingår i släktet Brachylinga och familjen stilettflugor. Inga underarter finns listade.